# Porcellio novus
Porcellio novus är en kräftdjursart som beskrevs av Arcangeli1936. Porcellio novus ingår i släktet Porcellio och familjen Porcellionidae. Inga underarter finns listade i Catalogue of Life.